# James P. Woods

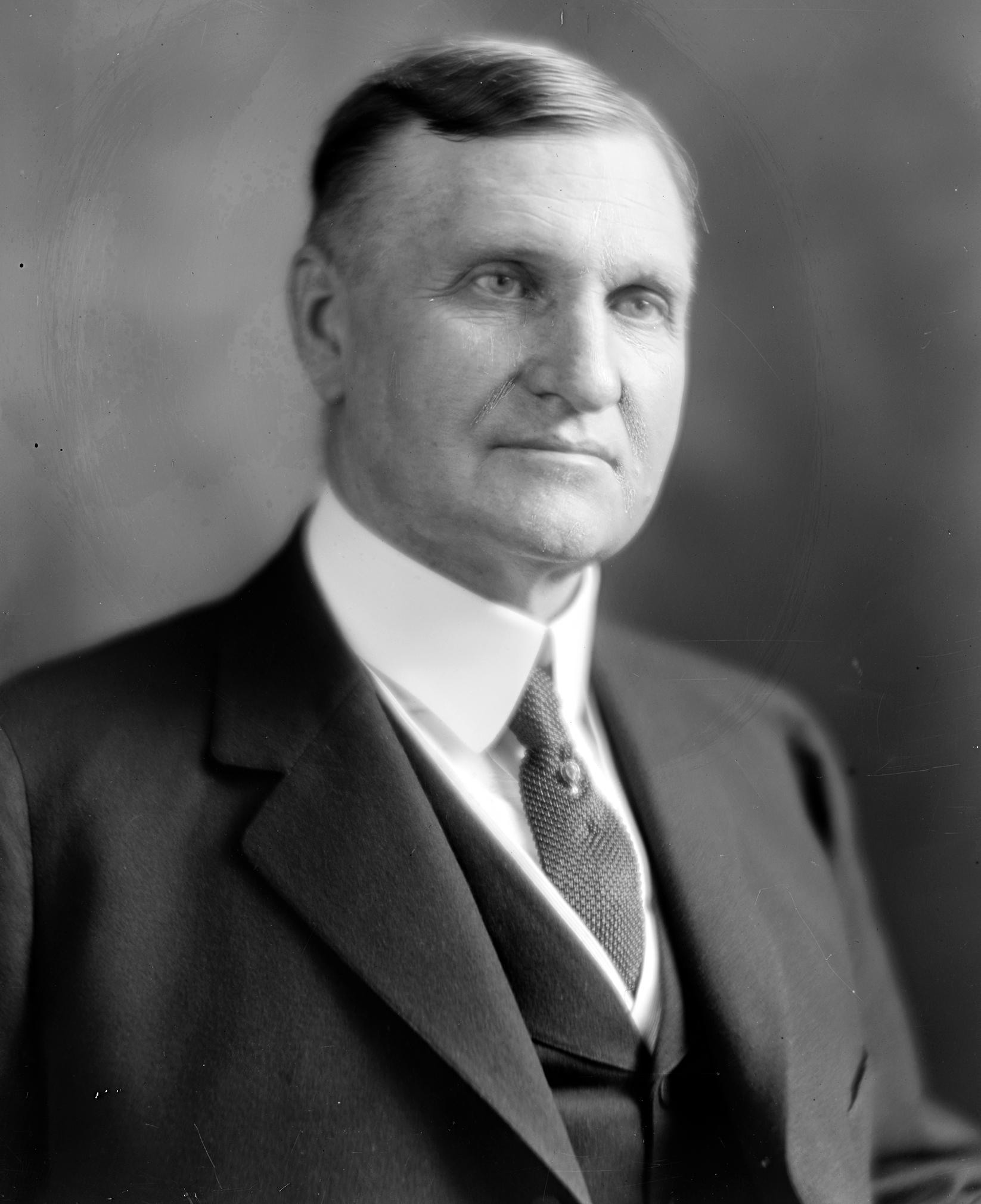
James P. Woods

James Pleasant Woods (* 4. Februar 1868 in Roanoke, Virginia; † 7. Juli 1948 ebenda) war ein US-amerikanischer Politiker. Zwischen 1919 und 1923 vertrat er den Bundesstaat Virginia im US-Repräsentantenhaus.

## Werdegang
James Woods besuchte die öffentlichen Schulen seiner Heimat. Im Jahr 1892 absolvierte er das Roanoke College. Nach einem anschließenden Jurastudium an der University of Virginia in Charlottesville und seiner 1893 erfolgten Zulassung als Rechtsanwalt begann er in Roanoke in diesem Beruf zu arbeiten. Gleichzeitig schlug er als Mitglied der Demokratischen Partei eine politische Laufbahn ein. Zwischen 1898 und 1900 war er Bürgermeister seiner Heimatstadt.
Nach dem Rücktritt des Abgeordneten Carter Glass wurde Woods bei der fälligen Nachwahl für den sechsten Sitz von Virginia als dessen Nachfolger in das US-Repräsentantenhaus in Washington, D.C. gewählt, wo er am 22. Februar 1919 sein neues Mandat antrat. Nach einer Wiederwahl konnte er bis zum 3. März 1923 im Kongress verbleiben. Im Jahr 1919 wurde der 19. Verfassungszusatz ratifiziert. 1922 wurde James Woods von seiner Partei nicht mehr zur Wiederwahl nominiert. Zwei Jahre zuvor hatte er als Delegierter an der Democratic National Convention in San Francisco teilgenommen.
Nach dem Ende seiner Zeit im US-Repräsentantenhaus praktizierte James Woods wieder als Anwalt. Außerdem war er Kuratoriumsmitglied einiger Bildungseinrichtungen. Er starb am 7. Juli 1948 in Roanoke.